# Phenacomys intermedius
Phenacomys intermedius — невелика полівка, поширена на заході Північної Америки. До недавнього часу вересова полівка (Phenacomys ungava) вважалася підвидом. У них короткі вуха з жорстким помаранчевим волоссям усередині та короткий тонкий хвіст, який знизу блідіший. Їхнє довге м'яке хутро коричневе з сріблясто-сірим нижньою частиною. Вони мають довжину приблизно 14 см, довжина хвоста менша за половину довжини тіла, приблизно 50 мм. Вони важать близько 40 г.

## Морфологічна характеристика
Короткий хвіст, який досягає максимальної довжини лише 42 мм, відрізняє вид від його східних видів-сестер. Загальна довжина коливається від 130 до 153 мм, хвіст 26–42 мм, задні лапи 16–18 мм, а вуха досягають 11–17 мм. За ареалом тварин легко сплутати з полівкою Скелястих гір (Microtus montanus). Волосся верхньої шерсті мають сірі та коричневі ділянки, що створює плямистість (агуті). Знизу є хутро від світло-сірого до білого. Характерні помаранчеві щетинки у вухах. Хвіст чітко розділений на темну верхню частину і світлу нижню. Помітно довгі вібриси досягають плечей, коли вони зігнуті назад. 16 зубів у зубному ряду розподілені за зубною формулою I 1/1, C 0/0, P 0/0, M 3/3. Диплоїдний хромосомний набір складається з 56 хромосом (2n=56).

## Поширення
Ареал: Канада (Альберта, Саскачеван, Ньюфаундленд, Британська Колумбія, Лабрадор); США (Нью-Мексико, Колорадо, Каліфорнія, Айдахо, Вайомінг, Орегон, Вашингтон, Юта, Монтана).
Мешкає ця полівка в низинах і в горах на висоті до 3000 метрів. Мешкає у відкритих хвойних лісах, на вересовищах, у південній тундрі, в чагарникових місцях і на порослих мохом трав'янистих ділянках.

## Спосіб життя
У теплу пору року кожна доросла тварина риє нору. Взимку нора лежить у сніговому покриві і використовується невеликою групою близькоспоріднених особин. Гніздо вистилають травою, мохом і листям. Нора знаходиться максимум на 20 см нижче поверхні, хоча частіше вона знаходиться прямо під каменем або дерев'яним бруском. Наскільки відомо, фекалії залишають у надземних вбиральнях. Влітку в раціон в основному входять зелені частини рослин, ягоди і насіння рослин. Зимовий раціон цієї полівки складається з кори, молодих пагонів і вересу. Вони зберігаються в норі, оскільки вид не впадає в сплячку.
На низьких висотах період розмноження триває з середини червня до початку вересня. За цей час у літніх самиць може бути два виводки. Після 19–24 днів вагітності у виводку 3–4 або 4–6 (старші самиці) новонароджених. Молоді особини важать близько 2 г при народженні й починають їсти тверду їжу приблизно через 13 днів. Приблизно через 19 днів вони припиняють годування молоком. Залежно від розподілу, самиці спаровуються кожні чотири-шість тижнів або вперше наступної весни.